# Simone Pedeferri
Simone Pedeferri (Cantù, 1973) è un alpinista e arrampicatore italiano.
È uno dei più forti e poliedrici arrampicatori italiani, con salite di difficoltà fino all'8c+/9a in falesia, all'8b di boulder e vie lunghe fino all'8c.

## Biografia
Dopo aver studiato all'Accademia di belle arti di Brera, Simone Pedeferri è diventato attivo nel bouldering, nella scalata in falesia e su vie lunghe. Fa parte del gruppo Ragni della Grignetta, del Club Alpino Accademico Italiano (CAAI).e affianca all'attività di alpinista anche quella di artista-pittore. 
Nelle Alpi ha ripetuto oltre 800 vie, con 70 prime libere assolute. In falesia ha salito numerosi monotiri in tutto il mondo con difficoltà di 8c e oltre, e fino all'8a+ a vista, mentre nel bouldering ha all'attivo 200 passaggi in luoghi remoti in Italia e all'estero dall'8a in su, con il primo nel 1996 (La risposta di Vega e Monica Lewinsky), uno dei primi in Italia.
Filo conduttore dell'attività di Pedeferri è l'idea di portare l'arrampicata libera sulle grandi pareti, prima nell'arco alpino a partire dagli anni '90 per poi estendere la filosofia nel resto del mondo aprendo vie con diverse caratteristiche dal clean climbing alle vie con tecniche moderne sempre con elevate difficoltà e impegno psicologico.
Nel 2003 vince il premio Grignetta d'Oro come migliore alpinista, prestigioso riconoscimento italiano per l'alpinismo, tenutosi dal 1997 al 2006.
Vive e lavora a San Martino, una frazione di Val Masino situata alle porte della Val di Mello, dove svolge anche il lavoro di tracciatore dell'evento Melloblocco, per il quale fin dalla prima edizione ha scoperto e liberato diversi problemi di boulder. Insieme a Fabio Palma, ha realizzato il libro "Lettere di Sosta" curandone la parte delle immagini con i suoi dipinti.
La sua attività di pittore trova ispirazione dal mondo della montagna e dai luoghi remoti incontrati nel corso delle spedizioni alpinistiche. Uno stile primitivo ed espressionista caratterizzato da un segno materico e fisico. Le opere rappresentano spazi e forme libere tipico di quell'ambiente che vive giornalmente. Questo legame creativo tra pittura e arrampicata sono intrinseche nel modo di creare nei due mondi.
Realizza una decina di cortometraggi, tra i quali si ricordano Socialmente Inutile, vincitore al Trento Filmfestival della Genziana d'Argento.

## Bouldering
- La risposta di Vega e Monica Lewinsky 8a, 1996 (tra i primi in Italia)
- Trav.Huber 8a, Pakistan campo base Ogre 4200 m, 2001
- Sognando la drummer and base 8b/b+, 2003
- Tapioca 8b, 2004
- Antropos 8b, 2005 Adam Ondra unica ripetizione
- Bimbo bello 8b, 2006 Adam Ondra unica ripetizione
- Il sogno perfetto 8b, 2008
- Neanderthal 8b, 2011
- Astroboy 8b, 2012
- La Prua 8b, 2013
- Hell boy 8b, 2014
- Io sto con gli ippopotami 8b, 2015
- Ginseng 8b, 2016
- Crazy snake 8b, 2017

## Falesia
Tra le centinaia di ripetizioni e prime salite si ricorda
- Altman, 8c, Val Masino (SO) 1998
- Il viaggio del vecchio e il bambino, 8c+, Val Masino (SO) 2005
- Vecchio cane stringe i denti, 8c+, Val Masino (SO) 2006
- Quello che non c'è, 8c+ - Sasso Remenno, Val Masino (SO) ottobre 2010[1]
- Siscosauro, 8c+, Val Masino (SO) 2010
- Green day, 8c+, Val Masino (SO) 2011
- Valle dei Sogni , 8c+/9a, Sasso Minato, Val Masino (SO) luglio 2012[5]
- Riti tribali, 8c+ - Specchio del Grifone, Zucco dell'Angelone, Barzio (LC) 2013
- God save the Queen, 8c+, Gajum, Canzo (CO) 2014
- La grande bellezza, 8c+ 2016
- Il lupo perde il pelo ma non il vizio 8c+, 2017
- Siete Venas 8c+, 2018

## Vie alpinistiche

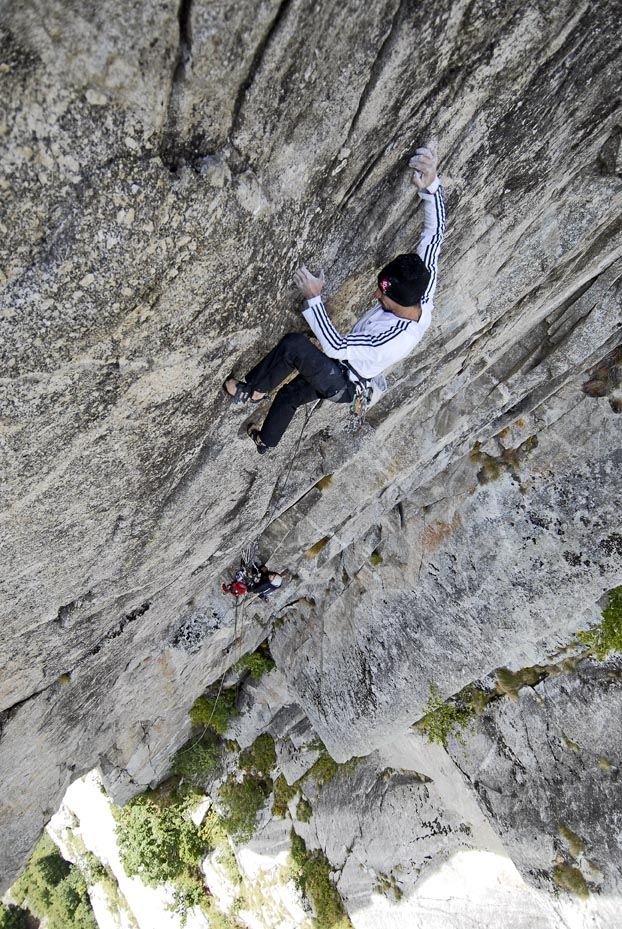
Simone Pedeferri impegnato sulla via Non sei più della mia banda (700 m, 8a+ max, 7a+ obbl.), al Precipizio degli Asteroidi, in Val di Mello

Tra le prime salite e prime libere più importanti si ricordano:
- I fiori nei cannoni Val Qualido 8a/8a+ (7a+ obb) 300 m prima salita, 1995
- Il naufragio  +  Nessun pericolo per te  - Val Cameraccio 8a 400m prima libera, 1996
- Pejonasa Wall - Precipizio degli asteroidi 7b+ 700m prima libera, 1997
- Black snake  - Qualido 8a 600m prima libera, 1999
- Anarchia  - Val di Mello 8b+ 350m prima libera, 2000
- Caratera de la Cocha  - Precipizio degli asteroidi 7a/b 6b/E7,  prima libera a vista, 2000
- Yellow butterfly  - Qualido 8a 800m prima salita (non in libera), 2002
- Socialmente inutile  - Val Masino 8b 6c/E8 100m prima libera, 2003
- Nirvana verticale  - Il castello 8b 350m prima libera, 2004
- Joy division  - Qualido, Val Masino - 8b 800m prima libera, Estate 2004
- L'uomo Senza Qualità – 120m, 8a (7a obb) – Kalymnos, Grecia – con M.Vago, dal basso – dicembre 2004
- Il mio nome è nessuno  - Precipizio di Stren 8a+ 350m prima salita e prima libera, 2006 con M. Vago
- The Jackass  - Val Masino 8a+ 350m prima salita e prima libera, 2006
- Per giovani comete  - Val Cameraccio 7c+ 400m prima libera a vista, 2007
- Non Sei Più della Mia Banda – 700m, 8a (7a+ obb), settembre 2010[6]
- Free bebè - 700m, 7b, prima libera - con Luca Schiera, settembre 2013
- La Divina Commedia - 8b+, prima salita e prima libera con Luca Schiera, 2014
- Catastrofa 8a 280m, prima salita e prima libera con L.Schiera e P.Marazzi, M.Colico 2014
- Io non ho paura 8b 250m, prima salita e prima libera, 2015
- Buona vita e poca plata 8a e A1 700m, prima salita con L.Schiera, 2015
- Adventure time, 8c 550m, prima salita e prima libera, 2015
- Pana 8b 300m, prima salita e prima libera con D.Bianchi, 2016

## Vie ripetute
Tra le centinaia di vie ripetute ricordiamo:
- Empire State Building - Pilier Rouge, Monte Bianco - 7c salita a vista, 1995
- Triple Direct - Grand Capucin, Monte Bianco - 7c in libera, 1996
- Dohle Jonathan - Ratikon - 7b+ salita a vista, 1997
- Cyberfolk - Lis del Pesgunfi, Val Masino - 7c in libera, 1998
- Soleo - Lis del Pesgunfi, Val Masino - 8a+ prima ripetizione in libera, 1999
- Simon Mago - Presolana - 7c+ in libera, 2000
- Dal tramonto all'alba - 8a seconda libera, 2002
- Tempi modernissimi - Sasso delle undici - 8a in libera, 2002
- Foglie al vento - Val Torrone - 7c in libera, 2003
- Time to live - Qualido - 7b+ prima libera in giornata, 2003
- Cechi 80 - Punta Ferrario - 6c e A2 prima invernale solitaria, 2003
- Elettroshock - Val Torrone - 8a seconda libera, 2004
- Sale a theè - Aigulle de roc, Monte Bianco - 7c+/8a a vista, 2004
- El condor - Valle del Brujo, Cile - 7b+ salita a vista, 2005
- La visione del condor - Cochamò, Cile - 7b+ salita a vista (tranne 10m A1), 2005
- Alendalaca - Cochamò, Cile - 7b+ salita a vista, 2005
- Spada nella roccia + Elettroshock - Val Masino - Concatenamento in 17 ore car to car, 2005
- Le futuroscope - Hombori Tondo, Mali - 7c+ a vista, 2006
- La pollonesi - Kagatondo, Mali - 7b+ a vista 2006
- Die herbstzeitolose - Singal - 7c a vista, 2009
- Elephantenorth - Wendenstocke - 7c+ salita in libera, 2009
- Hakuna Matata - Wendenstocke - 7c salita a vista, 2010
- Con un piede in paradiso - Qualido - 8a prima ripetizione, 2010
- Les Rivieres pourpres - Marocco - 7b+ a vista, 2010
- Sciucran - Marocco - 7c a vista, 2010
- Atlante perverso - Marocco - 8a, 2010
- La Spada nella Roccia, prima invernale – Qualido, Val Masino – con Daniele Bernasconi  - febbraio 2011[7]
- KundaLuna + Piedi di piombo + Oceano irrazionale + Magic line + Nusdeo-Taldo - Val Masino - sviluppo totale 2500 m ca., concatenamento in 24 ore, 2012[8]
- Pilar rojo - Aguja Mermoz, Patagonia 7a+, 2012
- Acacia - Ratikon - 7c+/8a salita in libera, 2013
- Batman - Wenden - 7b+ salita a vista, 2013
- Chocolate profundo - Patagonia - 8a salita in libera, 2013
- Time for life - Messico - 7c+ salita a vista, 2014
- New Age - Ratikon - 8a+ salita in libera, 2014
- Letzter Mohikanen - Wendenstocke - 8a salita in libera, 2016

## Spedizioni extraeuropee
Pakistan 2001
- Ragni sul filo - 7c e A2 max (7a obb) - Ogre tum - con G.Lanfranconi, M.Vago, A.Marazzi, M. Castelnuovo

Algeria 2002
- Mariolino Fotonico – 8a e A1 max – Gareth El Djenoun, Massiccio del Tefedest – con M.Corti, M.Vago, M.Bosetti - marzo 2002.[9]

Cile 2005
- Nunca Mas Marisco – 700m, 7c (6c obb) – Valle di Cochamò – con G.Ongaro, L.Lanfranchi, C.Gianatti, I.Fosti, A.Forcignano - gennaio/marzo 2006
- El tremendo - 300m, 7b - Valle del Brujo - con L.Lanfranchi

Marocco 2006
- Le Berbere et le Gazelle – 280m, 7c+ (7a obb) – Gole di Tondra – con C.Bugada, M.Vago - marzo 2006[10]

Perù 2006
- Qui Io Vado Ancora – 540m, 7c e A1 (7a obb) – Valle di Quebrada Rurec, Cordillera Blanca – con F.Palma, A.Pavan - luglio 2006[11]

Mani di Fatima, Mali 2006
- Danza tribale -  7b+ 500m prima salita e prima libera 2006,con M. Vago, A. Selva, G. Ongaro, C. Bugada

Groenlandia 2009
- Emozione Polare  – 680m, VIII, 15L - con Lorenzo Lanfranchi, M.Della Bordella, R.Felderer – luglio 2009[12]
- El Cavajo dell'Angel  – 420m, 7b+ trad-, aperta a vista, con L.Lanfranchi – luglio 2009[12]
- Il Gemello Diverso – 630m, 7b trad-, aperta a vista, con L.Lanfranchi – luglio 2009[12]

Wadi Rum, Giordania 2011
- Tira il diavolo per la coda -  7c 450 prima salita e prima libera 2011 con M.Vago, L.Lanfranchi, M.Masè, più 5 vie ripetute fino al 7b a vista

Cile 2013
- Perdido en el mundo - 7b+ 900m prima salita e prima libera con L.Lanfranchi, M.Masè, A.Zaffaroni, M.Tisi - febbraio 2013

Messico 2015
- Chaman loco - 8c 400m prima salita e libera parziale con M.Maggioni e P.Marazzi - novembre 2015

Grecia 2016
- Fuori di zucca - 8a 250m prima salita e prima libera con D.Anghileri e L.Schiera - febbraio 2016

Pakistan 2017
- Good no good  - Kiris valley, Peak Nik quota 5000m 7b e A2 800m trad-, prima salita con L.Schiera e F.Mingolla - luglio 2017

Marocco 2017
- La rueda sahia - 8b 250m prima salita e prima libera con M.Tisi, L.Lanfranchi, S.Boti, M.Masè - febbraio 2017

Oman 2018
- Vacanze (r)omane - 8a 450m, prima salita e prima libera con S.Caligioni, A.Colliard, M.Della Bordella - novembre 2018

## Riconoscimenti
- Grignetta d'Oro 2003, come miglior alpinista italiano[3]
- Genziana d'Argento per il miglior film di sport e avventura sportiva al Trento Film Festival 2004, protagonista del cortometraggio Socialmente inutile di Andrea Frigerio[13]